# Àcid oleic
L'àcid oleic és un tipus d'àcid gras monoinsaturat present en animals i vegetals, com ara l'oli d'oliva, l'alvocat, el cacau, l'oli de llavors de raïm, l'oli de gira-sol, l'oli de soia, el de palma, etc. És conegut que en certa manera aquesta substància en ser un àcid gras essencial (Omega-9), genera un efecte beneficiós als vasos sanguinis. D'aquesta manera es redueixen les possibilitats de contraure malalties de tipus cardiovascular i hepàtiques. La forma saturada d'aquest àcid és l'àcid esteàric.
L'àcid oleic també ocorre als cossos en descomposició d'alguns insectes, com ara les abelles i les formigues. La substància en qüestió fa que els altres que actuen com a obrers, puguin reconèixer els individus ja morts i els puguin eliminar dels nius. Si una abella o una formiga vives entren en contacte amb l'àcid oleic, és expulsada del niu per les altres obreres com si estigués morta.
L'àcid oleic es fa servir industrialment com a additiu als sabons i gels de bany, per tal de donar lubricitat. També es fa servir en cremes cosmètiques i de protecció solar, pels seus efectes beneficiosos i reparadors per a la pell.